# Stepan Chapman
Stepan Chapman (ur. 27 maja 1951 w Chicago, zm. 27 stycznia 2014) – amerykański pisarz fantastyki. Jest najbardziej znany z powieści Trojka, która zdobyła Nagrodę im. Philipa K. Dicka.

## Życiorys
Urodził się i wychował w Chicago. Studiował wiedzę o teatrze na Uniwersytecie Michigan. Zadebiutował w Analog Science Fiction and Fact w 1969. Z reguły jego dzieła były bardziej baśniowe i surrealistyczne, niż te typowe dla magazynu. Kilka jego tekstów pojawiło się również w serii antologii pod redakcją Damona Knighta pod tytułem Orbit. Wydawany był przede wszystkich w małych czasopismach literackich aż do późnych lat 70. Jego zbiór opowiadań został zatytułowany Dossier.